# Cour Damoye
La cour Damoye est une voie du 11e arrondissement de Paris, en France.

## Situation et accès
La cour Damoye est une voie privée qui débute au 12, place de la Bastille et se termine au 12, rue Daval. 

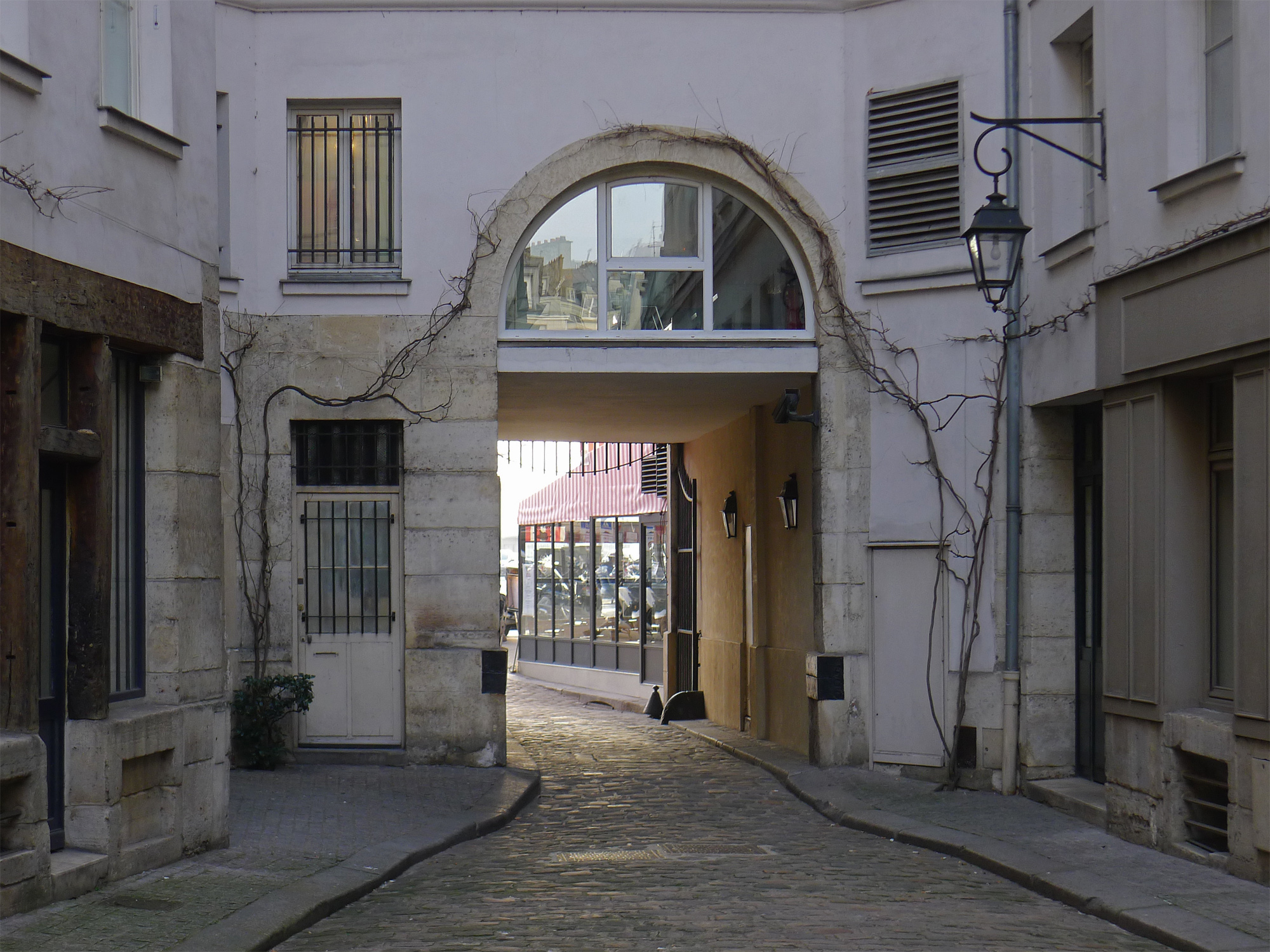
Entrée, côté place de la Bastille.
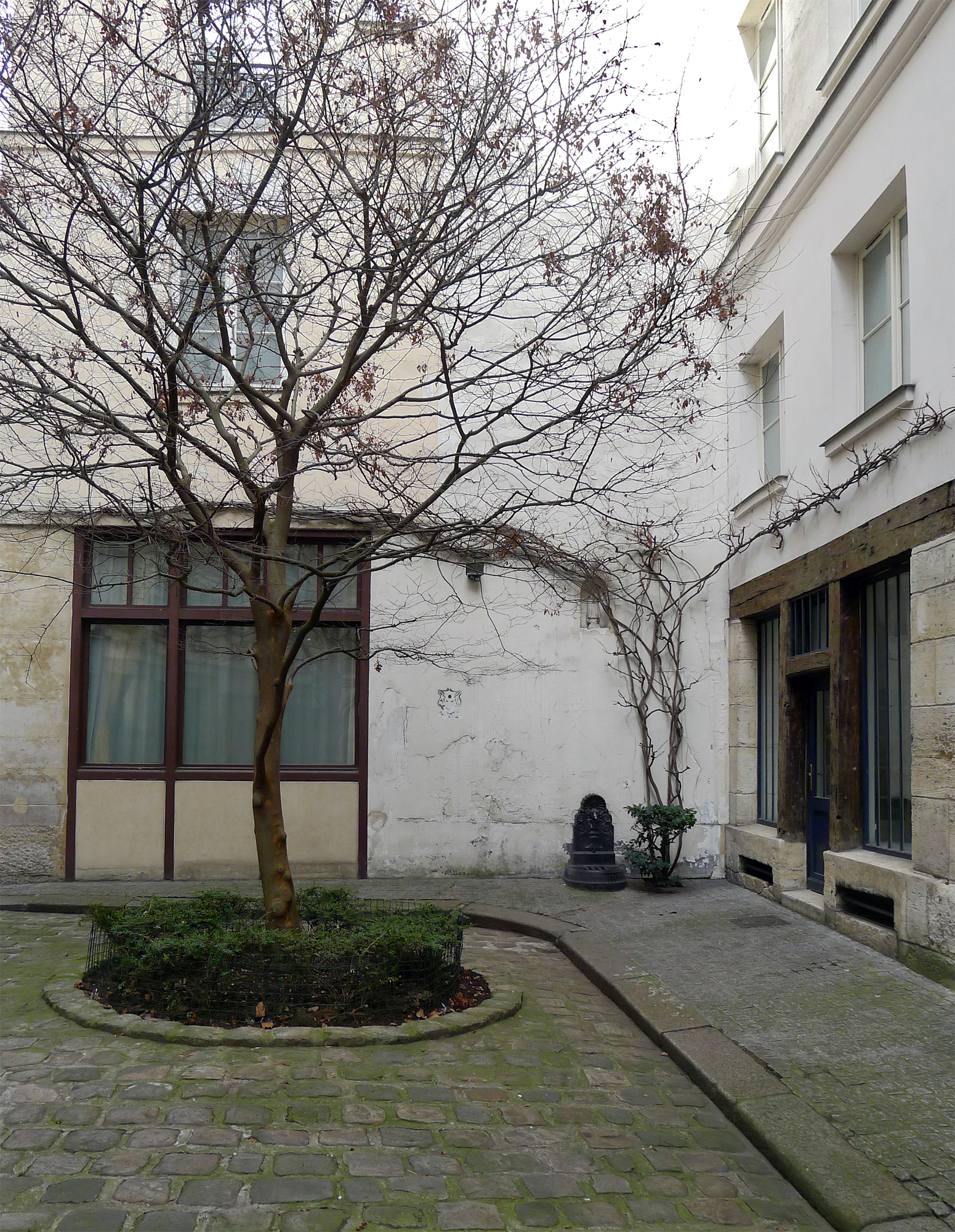
Recoin.
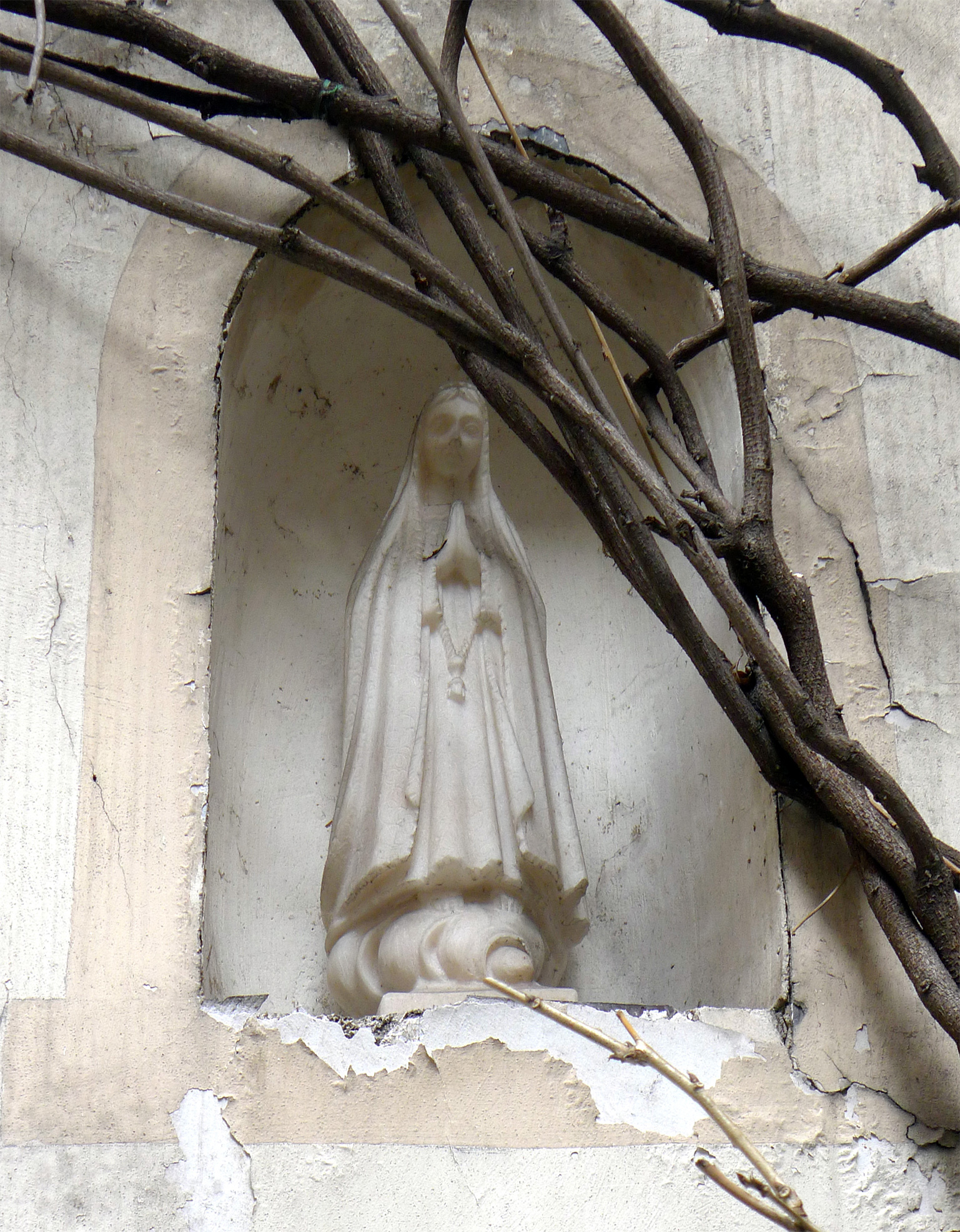
Statue de la Vierge.
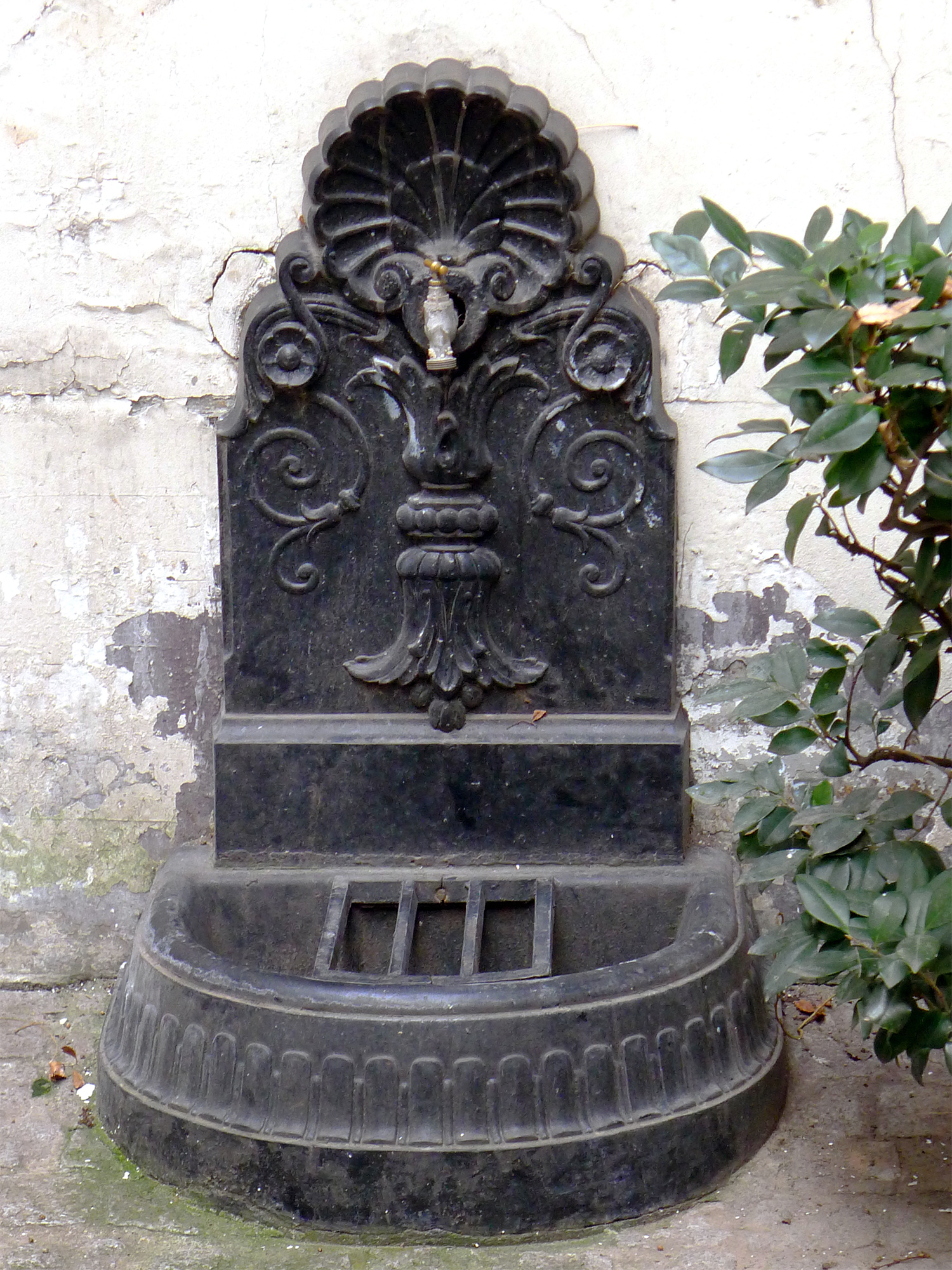
Fontaine murale.

## Origine du nom
Cette voie privée porte le nom d'un ancien propriétaire.

## Historique
Cette cour été établie par M. Damoye en 1780, sur les terrains de l'ancien égout des fossés Saint-Antoine et sur l'emplacement du glacis du  bastion de la porte Saint-Antoine qui s'étendaient devant la porte éponyme. Pendant la Première Guerre mondiale, on y réparait les charrettes. Depuis, les boucheries et les cafés auvergnats ont laissé la place à des établissements plus branchés, alors que le passage a été entièrement rénové. Ateliers, bureaux, commerces et galeries d'art ont remplacé les vieilles enseignes, et seul un ancien monte-charge rénové donne encore un air industriel à l'endroit.

## Bâtiments remarquables et lieux de mémoire
Dans un recoin, côté place de la Bastille, se trouve une fontaine murale qui est surmontée d'une niche qui contient une statue de la Vierge.

## Cinéma
Avant sa rénovation, dans les années 1990, le réalisateur Bertrand Tavernier y avait tourné La Fille de d'Artagnan, qui fut salué à l'époque pour la qualité de ses décors. 